# Tecu Katajama
Tecu Katajama (japonsky 片山 哲, Katajama Tecu 28. července 1887 – 30. května 1978) byl japonský politik. V letech 1947–1948 byl premiérem Japonska, třetím po druhé světové válce a prvním socialistickým v historii Japonska.

## Život
Vystudoval práva na tokijské univerzitě. Byl křesťanem a velmi ho ovlivnil křesťanský socialismus, jak ho učil abé Isó. Ve 30. letech vstoupil do Japonské socialistické strany. Do parlamentu byl za ni prvně zvolen roku 1930. Ve straně pak reprezentoval umírněnější křídlo, "sociálně demokratické". Roku 1945 se stal generálním tajemníkem strany. Po volbách roku 1947, v nichž socialistická strana zvítězila, se stal premiérem, když sestavil koaliční kabinet spolu s Demokratickou stranou a Občanskou stranou spolupráce.
Přestože kabinet neměl dlouhý život, prosadil řadu klíčových sociálních reforem a zákonů, které změnily japonský stát. Založil například ministerstvo práce či podporu v nezaměstnanosti. Odstranil též řadu archaických prvků z japonského občanského práva, například výhody prvorozených synů. Pokusil se též rozbít monopoly v ekonomice.
Rezignovat na pozici premiéra musel pod tlakem levicovější části strany (již vedl Suzuki Mosaburó), která si žádala ještě evropštější model státu a důraznější reformy. Katajama pak ze strany vystoupil a stal se členem Demokratické socialistické strany, sociálnědemokratické síly se silně pacifistickými tendencemi, usilující především o volební reformu. V premiérském křesle a v čele koalice ho nahradil předseda Demokratické strany Hitoši Ašida.